# جیمی دیویدسون
جیمی دیویدسون (انگلیسی: Jimmy Davidson; ۸ نوامبر ۱۹۲۵ – ۲۴ ژانویهٔ ۱۹۹۶) بازیکن فوتبال اهل اسکاتلند بود.
از باشگاه‌هایی که در آن بازی کرده‌است می‌توان به باشگاه فوتبال پاتریک تیسل اشاره کرد.
وی همچنین در تیم‌های ملی فوتبال اسکاتلند ب و اسکاتلند بازی کرده‌است.